# 8-Stunden-Rennen von Bahrain 2024

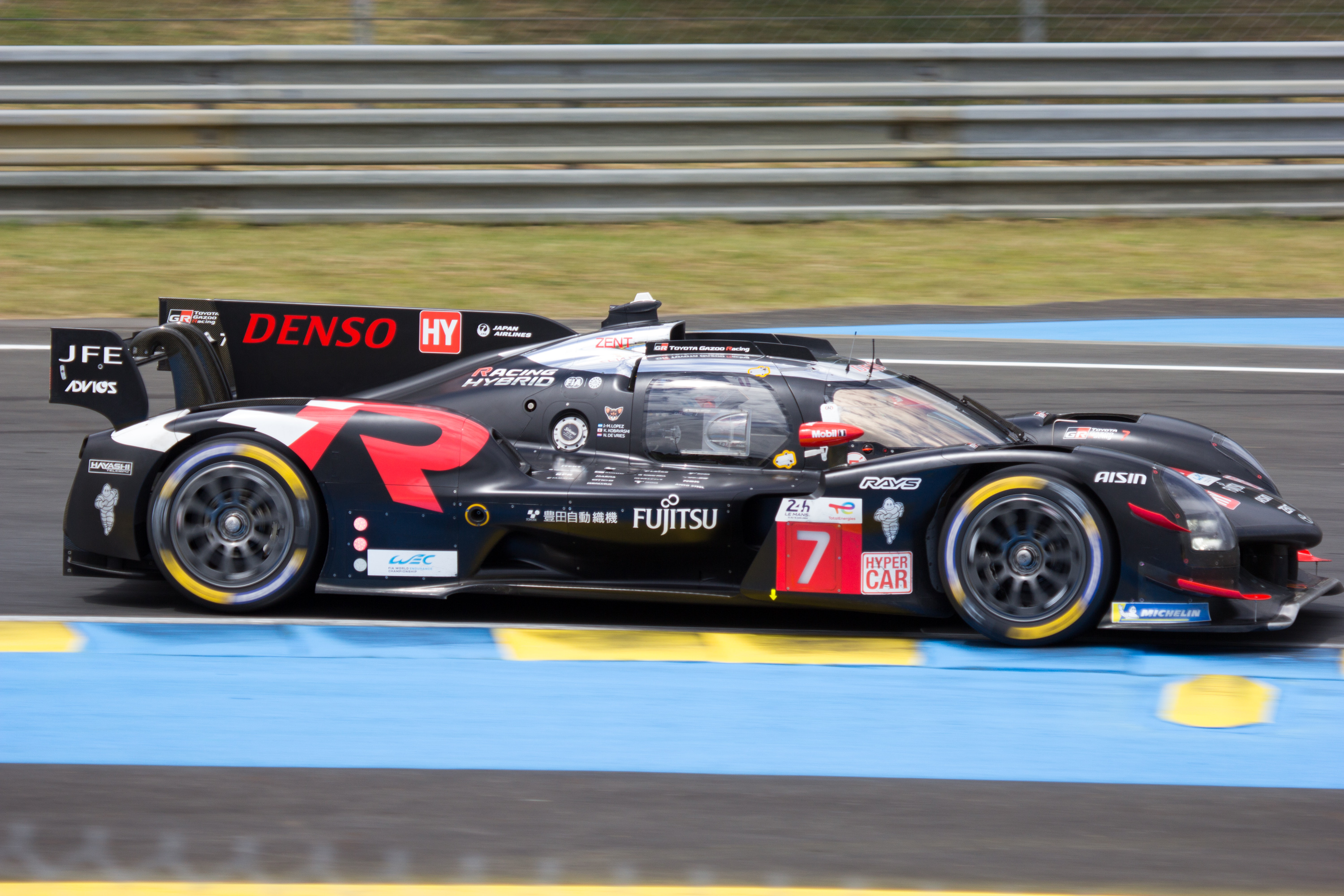
Toyota Gazoo Racing gewann mit dem GR010 Hybrid die Hersteller-Wertung der Weltmeisterschaft 2024…

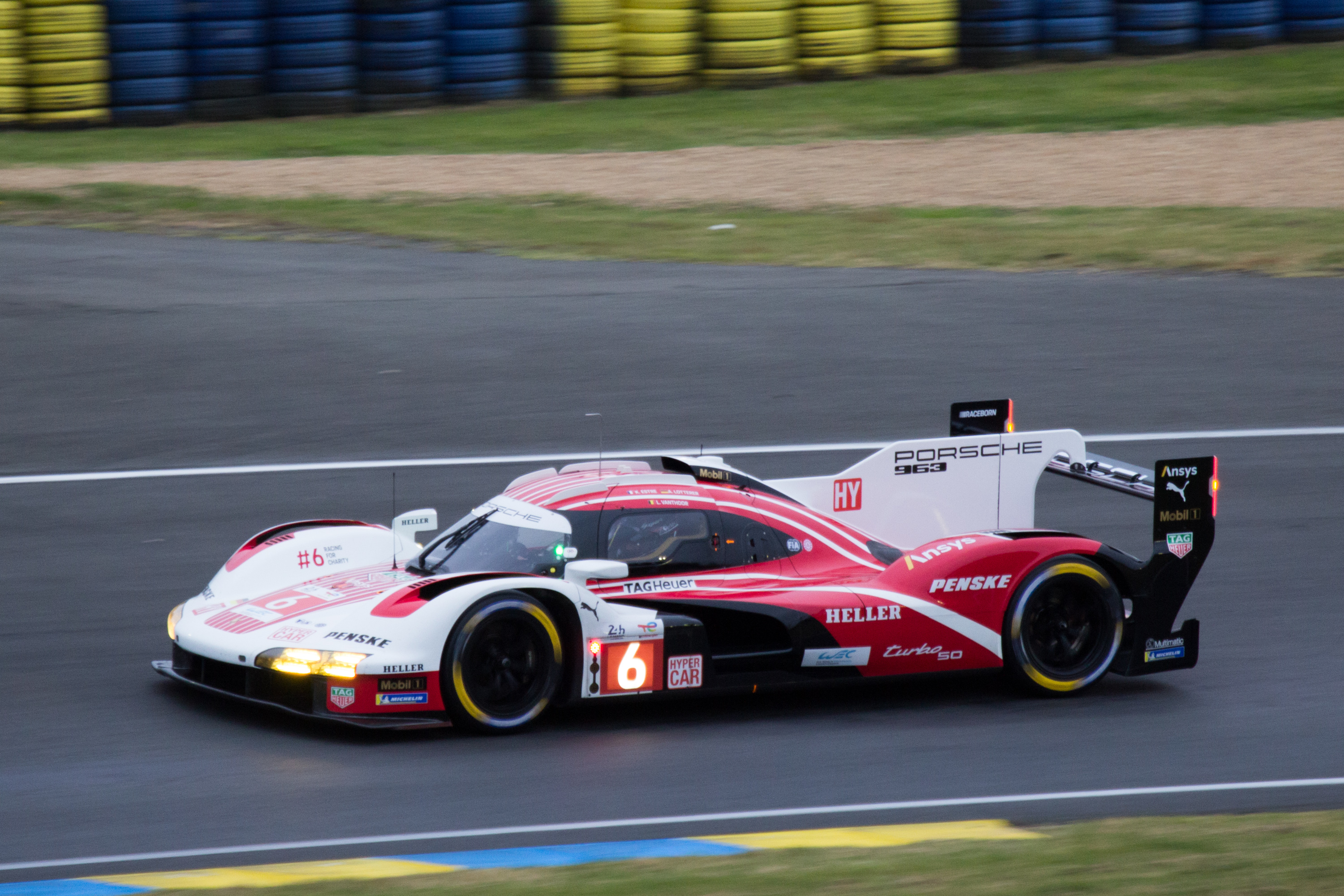
..und das Porsche-Penske-Motorsport-Trio Kévin Estre, André Lotterer und Laurens Vanthoor den Fahrertitel

Das 8-Stunden-Rennen von Bahrain 2024, auch Bapco Energies 8 Hours of Bahrain 2024, fand am 2. November auf dem Bahrain International Circuit statt und war der achte und letzte Wertungslauf der FIA-Langstrecken-Weltmeisterschaft dieses Jahres.

## Das Rennen
Beim letzten Saisonrennen in Bahrain fielen die Entscheidungen in der Hersteller- und Fahrer-Weltmeisterschaft. Bei Toyota Gazoo Racing gab es ein lachendes und ein weinendes Auge. Mit dem Rennsieg von Sébastien Buemi, Brendon Hartley und Ryō Hirakawa gewann der japanische Werks-Rennstall erneut die Hersteller-Wertung der Hypercars. Der zweite Toyota von Mike Conway, Kamui Kobayashi und Nyck de Vries verlor die Chance auf den Fahrertitel in aussichtsreicher Position liegend durch einen Schaden an der Benzinpumpe, der das Trio nach 175 gefahrenen Runden zur Aufgabe zwang. Der Ausfall war ärgerlich, da der am Ende erfolgreiche Porsche 963 von Kévin Estre, André Lotterer und Laurens Vanthoor über den elften Rang nicht hinauskam und ursprünglich keine WM-Punkte machte. Der Wagen wurde dann als Zehnter klassiert, da die als Gesamtzweite abgewinkten James Calado/Antonio Giovinazzi/Alessandro Pier Guidi im Ferrari 499P eine Zeitstrafe von 4 Minuten und 55 Sekunden erhielten. Das Team hatte während des Qualifikationstrainings und des Rennens zu viele Reifen verwendet (28 statt 26) und fiel auf den 14. Rang zurück.

## Ergebnisse

### Schlussklassement
| 1           | LMH   | 8   | Toyota Gazoo Racing       | Sébastien Buemi Brendon Hartley Ryō Hirakawa          | Toyota GR010 Hybrid              | 235 |
| 2           | LMH   | 5   | Porsche Penske Motorsport | Matt Campbell Michael Christensen Frédéric Makowiecki | Porsche 963                      | 235 |
| 3           | LMH   | 93  | Peugeot TotalEnergies     | Mikkel Jensen Nico Müller Jean-Éric Vergne            | Peugeot 9X8 2024                 | 213 |
| 4           | LMH   | 35  | Alpine Endurance Team     | Jules Gounon Ferdinand Habsburg Paul-Loup Chatin      | Alpine A424                      | 235 |
| 5           | LMH   | 15  | BMW M Team WRT            | Dries Vanthoor Raffaele Marciello Marco Wittmann      | BMW M Hybrid V8                  | 225 |
| 6           | LMH   | 2   | Cadillac Racing           | Earl Bamber Alex Lynn Sébastien Bourdais              | Cadillac V-Series.R              | 235 |
| 7           | LMH   | 38  | Hertz Team Jota           | Jenson Button Philip Hanson Oliver Rasmussen          | Porsche 963                      | 235 |
| 8           | LMH   | 83  | AF Corse                  | Robert Kubica Ye Yifei Robert Schwarzman              | Ferrari 499P                     | 211 |
| 9           | LMH   | 36  | Alpine Endurance Team     | Charles Milesi Matthieu Vaxivière Mick Schumacher     | Alpine A424                      | 235 |
| 10          | LMH   | 6   | Porsche Penske Motorsport | Kévin Estre André Lotterer Laurens Vanthoor           | Porsche 963                      | 235 |
| 11          | LMH   | 50  | Ferrari AF Corse          | Antonio Fuoco Miguel Molina Nicklas Nielsen           | Ferrari 499P                     | 213 |
| 12          | LMH   | 99  | Proton Competition        | Julien Andlauer Neel Jani Harry Tincknell             | Porsche 963                      | 234 |
| 13          | LMH   | 12  | Hertz Team Jota           | Will Stevens Callum Ilott Norman Nato                 | Porsche 963                      | 234 |
| 14          | LMH   | 51  | Ferrari AF Corse          | James Calado Antonio Giovinazzi Alessandro Pier Guidi | Ferrari 499P                     | 233 |
| 15          | LMGT3 | 55  | Vista AF Corse            | François Hériau Simon Mann Alessio Rovera             | Ferrari 296 GT3                  | 214 |
| 16          | LMGT3 | 81  | TF Sport                  | Rui Andrade Charlie Eastwood Tom Van Rompuy           | Chevrolet Corvette Z06 GT3.R     | 214 |
| 17          | LMGT3 | 82  | TF Sport                  | Sébastien Baud Daniel Juncadella Hiroshi Koizumi      | Chevrolet Corvette Z06 GT3.R     | 214 |
| 18          | LMGT3 | 60  | Iron Lynx                 | Matteo Cressoni Matteo Cairoli Claudio Schiavoni      | Lamborghini Huracán GT3 Evo 2    | 214 |
| 19          | LMGT3 | 91  | Manthey EMA               | Richard Lietz Morris Schuring Yasser Shahin           | Porsche 911 GT3 R LMGT3          | 214 |
| 20          | LMGT3 | 59  | United Autosports         | Nicolas Costa James Cottingham Grégoire Saucy         | McLaren 720S GT3 Evo             | 214 |
| 21          | LMGT3 | 54  | Vista AF Corse            | Francesco Castellacci Thomas Flohr Davide Rigon       | Ferrari 296 GT3                  | 214 |
| 22          | LMGT3 | 95  | United Autosports         | Josh Caygill Nico Pino Marino Satō                    | McLaren 720S GT3 Evo             | 214 |
| 23          | LMGT3 | 92  | Manthey Pure Racing       | Klaus Bachler Alex Malykhin Joel Sturm                | Porsche 911 GT3 R LMGT3          | 214 |
| 24          | LMGT3 | 85  | Iron Dames                | Sarah Bovy Michelle Gatting Rahel Frey                | Lamborghini Huracán GT3 Evo 2    | 214 |
| 25          | LMGT3 | 27  | Heart of Racing Team      | Ian James Daniel Mancinelli Alex Riberas              | Aston Martin Vantage AMR GT3 Evo | 214 |
| 26          | LMGT3 | 777 | D'Station Racing          | Marco Sørensen Erwan Bastard Clément Mateu            | Aston Martin Vantage AMR GT3 Evo | 214 |
| 27          | LMGT3 | 31  | Team WRT                  | Augusto Farfus Sean Gelael Darren Leung               | BMW M4 GT3                       | 214 |
| 28          | LMGT3 | 46  | Team WRT                  | Valentino Rossi Ahmad Al Harthy Maxime Martin         | BMW M4 GT3                       | 213 |
| Ausgefallen |       |     |                           |                                                       |                                  |     |
| 29          | LMH   | 63  | Lamborghini Iron Lynx     | Mirko Bortolotti ---- Daniil Kvjat Edoardo Mortara    | Lamborghini SC63                 | 200 |
| 30          | LMH   | 94  | Peugeot TotalEnergies     | Loïc Duval Paul di Resta Stoffel Vandoorne            | Peugeot 9X8 2024                 | 179 |
| 31          | LMGT3 | 77  | Proton Competition        | Ben Barker Ryan Hardwick Zacharie Robichon            | Ford Mustang GT3                 | 178 |
| 32          | LMGT3 | 87  | Akkodis ASP Team          | Takeshi Kimura José María López Esteban Masson        | Lexus RC F GT3                   | 176 |
| 33          | LMH   | 7   | Toyota Gazoo Racing       | Mike Conway Kamui Kobayashi Nyck de Vries             | Toyota GR010 Hybrid              | 175 |
| 34          | LMGT3 | 88  | Proton Competition        | Dennis Olsen Giammarco Levorato Giorgio Roda          | Ford Mustang GT3                 | 148 |
| 35          | LMH   | 20  | BMW M Team WRT            | Sheldon van der Linde Robin Frijns René Rast          | BMW M Hybrid V8                  | 111 |
| 36          | LMGT3 | 78  | Akkodis ASP Team          | Clemens Schmid Kelvin van der Linde Arnold Robin      | Lexus RC F GT3                   | 36  |

### Nur in der Meldeliste
Zu diesem Rennen sind keine weiteren Meldungen bekannt.

### Klassensieger
| Klasse | Fahrer          | Fahrer          | Fahrer         | Fahrzeug            | Platzierung im Gesamtklassement |
| ------ | --------------- | --------------- | -------------- | ------------------- | ------------------------------- |
| LMH    | Sébastien Buemi | Brendon Hartley | Ryō Hirakawa   | Toyota GR010 Hybrid | Gesamtsieg                      |
| LMGT3  | François Hériau | Simon Mann      | Alessio Rovera | Ferrari 296 GT3     | Rang 15                         |

### Hypercar-Balance-of-Performance
| Fahrzeug                   | Mindestgewicht | Max. Leistung | Max. Energiemenge pro Stint | Leistungsänderung ab 250 km/h | Hybridboost ab | Handicap Nachtanken |
| -------------------------- | -------------- | ------------- | --------------------------- | ----------------------------- | -------------- | ------------------- |
| Cadillac V-Series.R (LMDh) | 1038 kg (+ 2)  | 517 kW (- 3)  | 906 Megajoule (- 1)         | - 0,6 % (+ 0,2)               | –              | –                   |
| Ferrari 499P (LMH)         | 1053 kg (- 2)  | 510 kW (+ 10) | 905 Megajoule (+ 4)         | - 0,9 % (- 2,2)               | 190 km/h       | 0,2 Sekunden        |
| Peugeot 9X8 2024 (LMH)     | 1031 kg (+ 1)  | 520 kW (+ 7)  | 903 Megajoule               | - 5,2 % (- 3,3)               | 190 km/h       | 0,2 Sekunden        |
| Porsche 963 (LMDh)         | 1056 kg (+ 7)  | 514 kW (+ 2)  | 911 Megajoule (+ 3)         | + 0,2 % (- 0,5)               | –              | –                   |
| Toyota GR010 Hybrid (LMH)  | 1065 kg (- 5)  | 499 kW (+ 6)  | 908 Megajoule               | + 4,2 % (- 1,2)               | 190 km/h       | 0,2 Sekunden        |
| BMW M Hybrid V8 (LMDh)     | 1036 kg (- 1)  | 514 kW (- 1)  | 905 Megajoule (- 2)         | - 1,8 % (- 0,6)               | –              | –                   |
| Alpine A424 (LMDh)         | 1046 kg (+ 4)  | 517 kW (- 1)  | 907 Megajoule               | - 4,3 % (- 0,6)               | –              | –                   |
| Lamborghini SC63 (LMDh)    | 1030 kg        | 515 kW (- 5)  | 905 Megajoule (- 5)         | + 0,1 % (+ 0,1)               | –              |                     |

### Renndaten
- Gemeldet: 36
- Gestartet: 36
- Gewertet: 29
- Rennklassen: 2
- Zuschauer: unbekannt
- Wetter am Rennwochenende: warm und trocken
- Streckenlänge: 5,412 km
- Fahrzeit des Siegerteams: 8:01:25,839 Stunden
- Runden des Siegerteams: 235
- Distanz des Siegerteams: 1271,820 km
- Siegerschnitt: unbekannt
- Pole Position: Brendon Hartley – Toyota GR010 Hybrid (#7) – 1:46,714
- Schnellste Rennrunde: Sebastien Buemi – Toyota GR010 Hybrid (#8) – 1:50,492 = 176,300 km/h
- Rennserie: 8. Lauf zur FIA-Langstrecken-Weltmeisterschaft 2024